# الملعقة الفضية
الملعقة الفضية (باليابانية: 銀の匙 غين نو ساجي) هي مانغا يابانية، تصنيفها العمري 13+، كُتبت ورُسمت بواسطة هيرومو اراكاوا بدأت في 6 ابريل 2011، ولاتزال مستمرة النشر في مجلة شونن سندي الأسبوعية متجاوزة 12 مجلد. وقد لاقت المانغا شعبية كبيرة تخطت اليابان بالإضافة إلى حصولها على جوائز وانمي وفلم واقعي.

## القصة
تحكي عن المدرسة الثانوية الخيالية أُزو الزراعية في هوكايدو، وعن الحياة اليومية لطالب هاديء الطباع يوغو هاتشكين من مدينة سابورو والذي التحق بالمدرسة ليتهرب من والده الصارم. لكن يتفاجأ بان حياة المزارع ليست سهلة، وبعكس زملاء الصف هو الوحيد الذي ليس لديه وظيفة يطمح اليها بعد التخرج فيعمل جاهدًا لمساعدة زملاءه في تحقيق طموحاتهم واحلامهم. ويتعلم في مزارع الألبان وينضم لنادي الفروسية.

### الشخصيات الرئيسية
- يوغو هاتشكين (باليابانية:八軒 勇吾 هاتشكين يوغو) الشخصية الرئيسية، التحق بمدرسة أُزو الزراعية لسبب وحيد وهو انها ثانوية داخلية ليستطيع الهرب بعيدا عن بلدته وعائلته.[5][6][7] اعتقد في البداية أنه من السهل عليه العيش في مدرسة زراعية نظرا لذكائه ولكن حصل عكس تماما. استطاع الحصول على صداقات بسرعة وأُعجب بـآكي ميكاجي وانظم لنادي الفروسية من أجلها.

مؤدي الصوت: ريوهي كيمورا.
- آكي ميكاغي (باليابانية:御影 アキ ميكاغي اكي)

طالبة في المرحلة الأولى من الثانوية الزراعية، الابنة الوحيدة لعائلتها وقد دخلت لثانوية الزراعة لأنها سترث مزرعة عائلتها رغم انها ليست مهتمة بالزراعة، تحب الخيول مما جعلها تنضم لنادي الفروسية، استعانت بـيوغو لتذاكر من اجل اختبارات قبول الجامعات.
مؤدية الصوت: ماريا مياكي.
- آيكاوا شينوسوكي (باليابانية:相川 進之介 شينوسوكي ايكاوا)

طالب في ثانوية الزراعة وحلمه بأن يصبح طبيب بيطري ويواجه بعض المشاكل من أجل تحقيق ذلك الحلم فهو يخاف من الدم وليس لديه القدرة على إصدار الامر بقتل حيوان في حالة تطلب الأمر قتله، صديق مقرب لـيوغو وعضو في نادي البقر.
مؤدي الصوت: نوبوناغا شيمازاكي
- كيجي توكيوا (باليابانية:常盤 恵次 توكيوا كيجي)

طالب في السنة الأولى، وصديق مقرب ليوغو، عائلته تمتلك مزرعة خاصة بالدجاج وهو سيرث اعمالهم بعد التخرج، ولكنه على صعيد الدراسة دوما ما تكون علاماته سيئة وحتى بعد مساعدة يوغو ظلت درجاته متدنية.
مؤدي الصوت: ماسايوكي شوجي.
- ايتشيرو كومابا (باليابانية:駒場 一郎 كومابا ايتشيرو)

طالب في السنة الأولى، صديق ليوغو، تملك عائلته (المكونه من أم واختين توأم) مزرعة البان صغيرة، وحلمه بأن يصبح لاعب بيسبول محترف وبالمال الذي سيكسبه من الدوري يمكنه المساعدة بتحسين مزرعة عائلته، صديق طفولة آكي وكذلك جارها. في النهاية تم بيع المزرعة وترك ايتشيرو الدراسة باحثًا عن عمل.
مؤدي الصوت: تُورو ساكُراي.
- تاماكو إنادا (باليابانية:稲田 多摩子إنادا تاماكو)

اسمها يعني «بيضة» وهي مدورة كالبيضة، طالبة بالسنة الأولى، ماهرة في مجال الحسابات، ثرية بسبب امتلاك عائلتها مزرعة صناعية ضخمة. استطاعت في عطلة الصيف خسارة وزنها بشكل جعل الشخصيات لا يتعرفون عليها لكن شعورها بان النحافة تعني الضعف جعلها تعيد اكتساب وزنها مجددًا. هدفها ان تستولي على مزرعة عائلتها وتوسعها وتزيد من ارباحها.
مؤدية الصوت: اياهي تاكاغاكي.
- ايامي ميناميكُجي (باليابانية:南九条 あやめ ميناميكوجي ايامي)

طالبة في السنة الأولى، صديقة ومنافسة لـآكي، عادة تخطيء في نطق اسم هاتشكين لان هاتشي تعني رقم ثمانية.
مؤدية الصوت: سايوري ياهاغي.
- شينغو هاتشكين (باليابانية:八軒 慎吾 هاتشكين شينغو)

شقيق يوغو الأكبر، عمل جاهدا ليتم قبوله في جامعة طوكيو الأفضل في اليابان وبعد ان تم قبوله انسحب من الجامعة لأن حلم والده ان يُقبل أحد ابناءه في جامعة طوكيو وهكذا يكون قد حقق رغبة والده. طموح شينغو هو ان يكون طباخا لذا راح يجول كل البلاد ليتذوق من كل الاطعمة ويطور مهاراته في الطهي.
مؤدي الصوت: كاتسُيوكي كونيشي.

## المبيعات
منذ المجلد الأول حازت على اعجاب القُراء وبيع من الطبعة الأولى مليون نسخه. بعد سنة وثلاثة أشهر من إطلاق المانغا. وفقًا لاوريكون كانت سابع أفضل المبيعات في اليابان عام 2012 حتى قبل حصولها على أنمي. بحلول اكتوبر 2013 بيعت منها 12مليون نسخه في اليابان.

## انمي
تم إنتاج جزئين أنمي مقتبسة من المانغا بواسطة استوديو أيه-1 بكتشرز، مدة الحلقة 23 دقيقة.
- عُرض الجزء الأول بين 11 يوليو و19 سبتمبر 2013 (11 حلقة)
- عُرض الجزء الثاني بين 9 يناير و27 مارس في 2014 (11 حلقة)

## فلم واقعي
أُعلن في 7 أغسطس 2013 عن فلم مقتبس من المانغا في صحيفة نيبون.أخراج الفلم كيسوكي يوشيدا مع شركات الإنتاج تي بي اس TBS وويلكو Wilco والموزع توهو Toho.
عُرض لأول مره في 7 مارس 2014 , وعُرِض في مهرجان اليابان في سان فرانسيسكو 22 يوليو 2014.
حيث كتب إواساوا كوجي أغنية خاصة للفلم أداها يوزو.

## جوائز
- عام 2012: حازت مانغا الملعقة الفضية على المركز 5 في جائزة تايشو.[9]
- عام 2012: حازت مانغا الملعقة الفضية على المركز 58 في جائزة شوغاكوكان للمانغا (تصنيف الشونن).[10]
- عام 2015: أعلنت صحيفة اساهي ان مانغا الملعقة الفضية هي واحدة من ضمن تسعة مرشحين لنيل جائزة اوسامو تيزوكا الثقافية السنوية التاسعة عشر.[11]

## روابط خارجية
- الملعقة الفضية على موقع ANN manga (الإنجليزية)